# Pierre Guillot (organiste)
Pour les articles homonymes, voir Pierre Guillot et Guillot.
 (décembre 2022).
Si vous disposez d'ouvrages ou d'articles de référence ou si vous connaissez des sites web de qualité traitant du thème abordé ici, merci de compléter l'article en donnant les références utiles à sa vérifiabilité et en les liant à la section « Notes et références ».
Pierre Guillot est un organiste français né à Bourg-en-Bresse le 7 décembre 1942. 

## Biographie
Musicologue, docteur ès lettres, il a été assistant, maître-assistant puis maître de conférences à l'Université de LYON II (1974-1985), enfin professeur à l'Université Paris IV-Sorbonne (1985-2003). Il s'est attaché à la redécouverte du musicien français Déodat de Séverac.
Il a été titulaire, de 1960 à 2003, des grandes orgues de la cathédrale Notre-Dame de l'Annonciation de Bourg-en-Bresse.
Un de ses fils, Sébastien Guillot, est claveciniste et chef de chant.

## Articles et ouvrages publiés
- Les Jésuites et la musique : le Collège de la Trinité à Lyon (1565-1762), éditions Mardaga (1991).
- Déodat de Séverac : Écrits sur la musique, éditions Mardaga (1993).
- Hommage au compositeur Alexandre Tansman (1897-1986), éditions Presses Université Paris-Sorbonne (2001).
- « Les Orgues et les organistes de la cathédrale Notre-Dame de Bourg-en-Bresse (1683-2000) », L’Orgue, no 235-I, mars 2001, 110 p.
- Déodat de Séverac : La musique et les lettres. Correspondance, éditions Mardaga (2002).
- Déodat de Sévérac : Trois mélodies et quatre pages pianistiques inédites, sous la dir. de Pierre Guillot, éditions Presses Université Paris-Sorbonne (2002).
- Dictionnaire des organistes français des XIXe et XXe siècles, éditions Mardaga (2003).
- Déodat de Sévérac, musicien français, éditions L'Harmattan (décembre 2010).
- Pour servir à l’histoire de la musique à Bourg-en-Bresse et dans l’Ain, Bourg-en-Bresse, Médiathèque Vailland, 2013, 63 p.
- Musique, foi et raison. Correspondance inédite Gabriel Renoud / Camille Saint-Saëns, 1914-21, éditions L'Harmattan (octobre 2014).
- « Orgues et organistes de la cathédrale Saint-Jean-Baptiste de Belley (XVIIIe-XXe s.) », L’Orgue, no 309-I, 2015, 72 p.

## Discographie
- D. de Severac : Petite Suite scholastique, Versets de vêpres, Suite en mi, Erato (1979), réédition Warner (2009).
- Claude Debussy : Prélude à l'après-midi d'un faune, Andante du Quatuor, Petite suite, The little Shepperd; A. Guilmant : Grand Chœur triomphal, Offertoire; César Franck : 3° Choral, Media 7 (1994).
- Jean-Sébastien Bach - Ferruccio Busoni, Fantasia contrappuntistica, Ariane Radio France (1987).
- L'orgue bourgeois sous le 2nd Empire, Erato (1976).